# Dagmar Manzel
Dagmar Manzel, née le 1er septembre 1958 à Berlin-Est, est une actrice allemande.

## Filmographie partielle
(janvier 2023).

### Cinéma
- 1985 : Der Traum vom Elch de Siegfried Kühn
- 1986 : Der Junge mit dem großen schwarzen Hund d'Hannelore Unterberg
- 1986 : So viele Träume de Heiner Carow
- 1989 : Coming out d'Heiner Carow
- 1989 : Der Magdalenenbaum de Rainer Behrend
- 1992 : Die Verfehlung d'Heiner Carow
- 1992 : Schtonk ! d'Helmut Dietl
- 1995 : Dans la forêt vierge après cinq heures (Nach Fünf im Urwald) d'Hans-Christian Schmid
- 1996 : Die Putzfraueninsel de Peter Timm
- 1996 : Die Apothekerin de Rainer Kaufmann
- 1997 : Gomez – Kopf oder Zahl d'Edward Berger
- 2000 : Crazy d'Hans-Christian Schmid
- 2001 : Als Großvater Rita Hayworth liebte d'Iva Svarcová
- 2004 : Les Voisines (Nachbarinnen) de Franziska Meletzky
- 2005 : Willenbrock d'Andreas Dresen
- 2005 : Der Junge ohne Eigenschaften de Thomas Stiller
- 2006 : J'ai quatre filles (Vier Töchter) de Rainer Kaufmann
- 2008 : Frei nach Plan de Franziska Meletzky
- 2008 : Freischwimmer de Andreas Kleinert
- 2009 : John Rabe, le juste de Nankin (John Rabe) de Florian Gallenberger
- 2011 : L'Invisible (Die Unsichtbare) de Christian Schwochow
- 2011 : Le Souvenir de toi (Die verlorene Zeit) d'Anna Justice
- 2012 : Zettl d'Helmut Dietl

### Télévision
- 1988 : Polizeiruf 110: Eifersucht de Bernd Böhlich
- 1991 : Die Erbschaft de Bertram von Boxberg
- 1991 : Tatort – Tödliche Vergangenheit
- 1993 : Il y a toujours un perdant (Einer zahlt immer) de Max Färberböck
- 1994 : Ein falscher Schritt d'Hermine Huntgeburth
- 1998 : La Boutique (Der Laden) de Jo Baier
- 1998 : Das Frankfurter Kreuz de Romuald Karmakar
- 1999 : Klemperer – Ein Leben in Deutschland de Kai Wessel et Andreas Kleinert
- 2001 : Kelly Bastian – Geschichte einer Hoffnung d'Andreas Kleinert
- 2003 : Leben wäre schön de Kai Wessel
- 2005 : Speer und Er de Heinrich Breloer
- 2005 : Die Nachrichten de Matti Geschonneck
- 2006 : Ce n'étaient pas tous des assassins (Nicht alle waren Mörder) de Jo Baier
- 2006 : Als der Fremde kam d'Andreas Kleinert
- 2008 : Mordgeständnis de Thorsten Näter
- 2009 : L'espoir est dans le lac (Hoffnung für Kummerow) de Jan Ruzicka
- 2011 : Tatort : Stille Wasser de Thorsten Näter
- 2011 : Blaubeerblau de Rainer Kaufmann
- 2013 : Krokodil d'Urs Egger
- 2013 : Mord nach Zahlen de Thorsten Näter